# نايجل روبرتسون
نايجل روبرتسون (بالإنجليزية: Nigel Robertson)‏ هو رائد أعمال بريطاني، ولد في 13 أغسطس 1962 في Redhill, Surrey ‏ في المملكة المتحدة.